# Tuxtla Gutiérrez
Tuxtla Gutiérrezⓘ – miasto w południowo-wschodnim Meksyku, na przedgórzu Sierra Madre de Chiapas, przy Drodze Panamerykańskiej, stolica i największe miasto stanu Chiapas. W 2010 roku zamieszkane przez 537 102 osób.

## Miasta partnerskie
- Puebla, Meksyk
- Celaya, Meksyk
- Zamora de Hidalgo, Meksyk
- Pachuca, Meksyk
- Coatzacoalcos, Meksyk
- Amarillo, Stany Zjednoczone